# Верф, Питер ван дер
Питер ван дер Верф (нидерл. Pieter van der Werff; 1665, Кралинген-Амбахт, ныне Роттердам — похоронен 26 сентября 1722, Роттердам) — голландский живописец Золотого века Голландии; младший брат и помощник живописца Адриана ван дер Верфа.

## Биография
Ученик старшего брата, он писал картины на исторические сюжеты, но чаще произведения бытового жанра. Большую часть жизни он провёл в Роттердаме. Писал композиции на мифологические, аллегорические сюжеты и портреты по заказам именитых и влиятельных граждан Роттердама. Есть также свидетельство того, что он в поисках заказов на время уехал в Англию, поскольку в Художественной галерее Виктории в городе Бат имеются два портрета неизвестных (мужской и женский), написанные около 1709 года. Их альтернативные названия — Джон Чёрчилл, первый герцог Мальборо и Сара, герцогиня Мальборо, но эти портреты чаще атрибутируют старшему брату Адриану.
Находясь в Англии, он, возможно, получал заказы от семьи Фэрфакс — давней католической семьи Йоркшира, владевшей обширной землёй и собственностью в графстве.
Под конец жизни художник впал в ипохондрию, воображал, что его хотят отравить, и умер не дожив до шестидесяти лет.

## Галерея

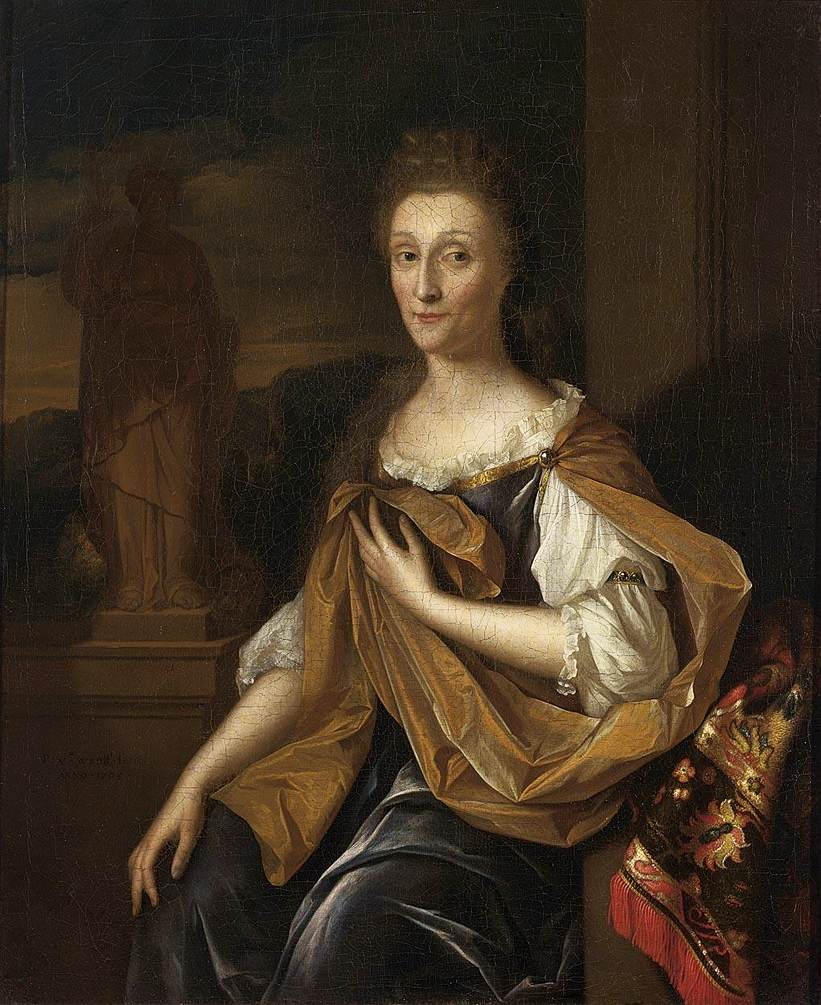
Портрет дамы. 1705. Холст, масло. Частное собрание
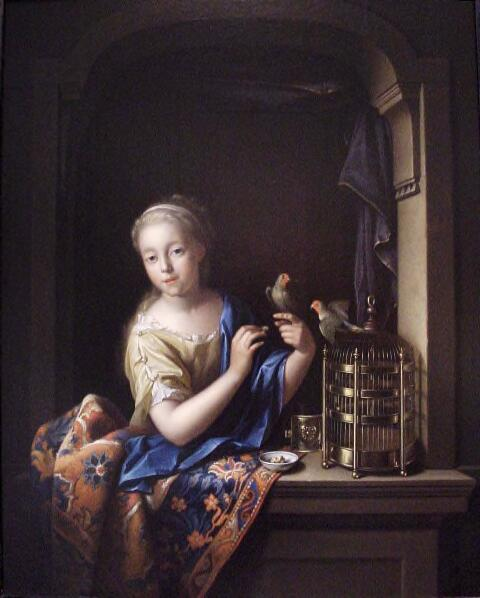
Девушка с двумя птицами и клеткой у окна. 1710. Дерево, масло. Частное собрание
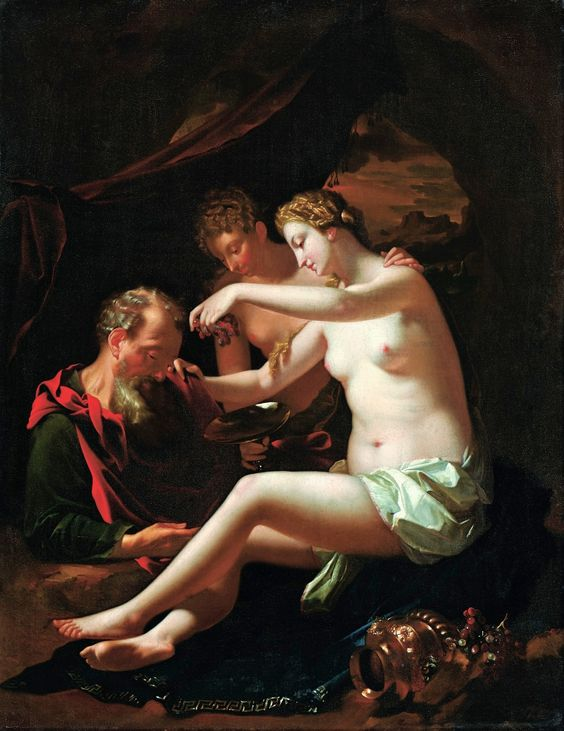
Лот с дочерьми (повторение картины Адриана ван дер Верфа). После 1694. Дерево, масло. Водный дворец в Лазенках, Варшава
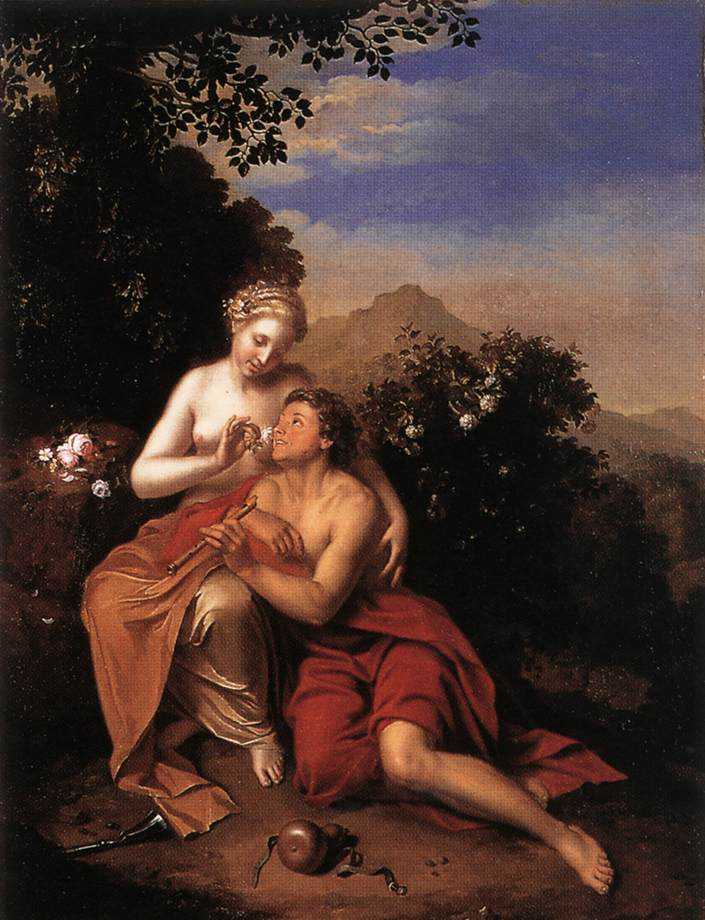
Гранида и Дайфило. 1711. Холст, масло. Музей Вальрафа-Рихарца, Кёльн
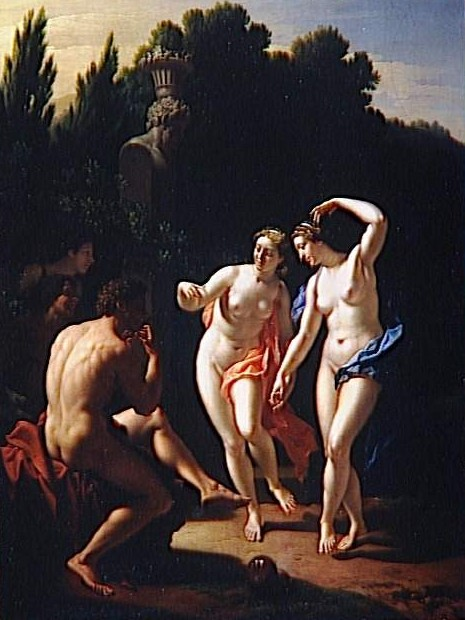
Танцующие нимфы. Совместно с братом Адрианом. 1718. Дерево, масло. Лувр, Париж
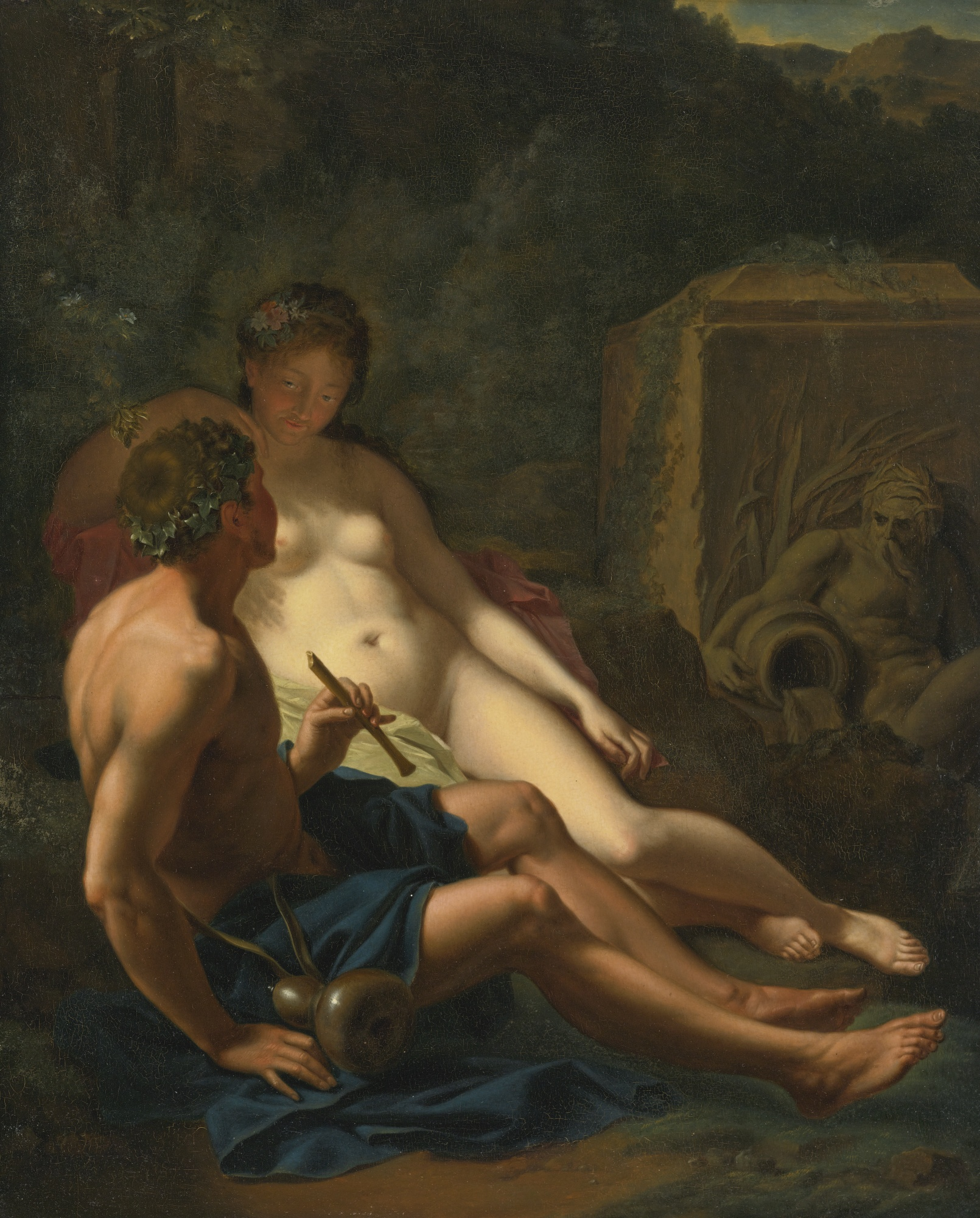
Дафнис и Хлоя в лесу. Дерево, масло. Частное собрание